# Auburn (Indiana)
Auburn es una ciudad ubicada en el condado de DeKalb en el estado estadounidense de Indiana. En el Censo de 2010 tenía una población de 12731 habitantes y una densidad poblacional de 691,93 personas por km².

## Geografía
Auburn se encuentra ubicada en las coordenadas 41°22′0″N 85°3′16″O / 41.36667, -85.05444. Según la Oficina del Censo de los Estados Unidos, Auburn tiene una superficie total de 18.4 km², de la cual 18.4 km² corresponden a tierra firme y (0%) 0 km² es agua.

## Demografía
Según el censo de 2010, había 12731 personas residiendo en Auburn. La densidad de población era de 691,93 hab./km². De los 12731 habitantes, Auburn estaba compuesto por el 96.94% blancos, el 0.45% eran afroamericanos, el 0.19% eran amerindios, el 0.73% eran asiáticos, el 0% eran isleños del Pacífico, el 0.75% eran de otras razas y el 0.95% pertenecían a dos o más razas. Del total de la población el 2.61% eran hispanos o latinos de cualquier raza.